# ウガンダ人民会議
ウガンダ人民会議 (Uganda People's Congress, UPC) はウガンダの政党。
ウガンダ人民会議は後にウガンダの大統領となるミルトン・オボテにより1955年に結成された。オボテは辞任の意向を示したものの2005年10月に亡くなるまでUPCの総裁だった。UPCは1971年にオボテがイディ・アミンに打倒されるまでウガンダにおける政権党であった。1980年にオボテが再度政権を獲得した際にも1985年にティトー・オケロに打倒されるまで与党であった。
2005年11月28日オボテの未亡人のミリア・オボテがUPCの新総裁に選ばれた。ミリアは2006年の大統領選挙に出馬した。UPCは289議席中の9議席を獲得した。ミリアは0.82%の得票だった。

## ウガンダ独立期
1940年代から1950年代の独立運動期に南部の最大民族ガンダ族は自治の拡大を求めていた。ブガンダの王党派カバカ・イエッカ（KY, 王のみ）も同じだった。しかしその他の民族が同様に望んでいる訳ではなかった。教育を受けたエリートによる民主党は国民統合を掲げた。民主党はブガンダでは支持されなかったが、その他の南部のバントゥー系に支持された。また民主党指導部はカトリック系でプロテスタントが多数派のガンダ族と対立した。
そうした中1952年にウガンダ民族会議 (UNC) が結成され、オボテが代表となり東部で支持を拡大した。UNCは連携相手の他党を取込んでウガンダ人民会議となった。KYとUPCと民主党が独立前の第1回選挙で争った。予想通り、KYが（ボイコットを呼びかけていたが）南部の大半の議席を、UPCが東部と北部の大半の議席を獲得した。それでも第一党はベネディクト・キワヌカ率いる民主党であった。キワヌカが初代首相となったが、独立までにKYとUPCの連立でオボテと交替した。
カバカは民主党が近代化を掲げ君主制を廃止するのではと恐れた。オボテは選挙で敗れ連立が権力への道であると悟った。オボテはムテサ2世に王権の維持と新政権での儀礼的役割を約束した。KY/UPC連立によりオボテはウガンダ独立時の初代首相となった。

## 第一次オボテ政権
KYとの連立は長くは続かなかった。実権を握ったオボテは4年後の1966年イディ・アミンにブガンダ王宮を襲撃させた。ムテサ2世はロンドンに亡命し、オボテは大統領に就任した。UPCは民衆の支持を失った。支持率が低下したオボテは南部での支持獲得より北部での基盤維持に向かった。1969年の選挙は無効にされ、オボテは終身大統領となったが、1971年にアミンに倒された。

## 第二次オボテ政権
1979年にイディ・アミンが打倒されるとオボテとUPCは暫定軍事政権に近づき、ウガンダ南部で支持拡大よりも軍事的な手段を用いた。北部出身者の多い軍が南部で残虐行為を行い、南北対立が激化する中でUPCは北部の政党として認識されるようになった。南部人は民主党支持となり、またUPC党員であったヨウェリ・ムセベニは少数政党のウガンダ愛国運動を結成した。
1980年の選挙はUPCが軍事政権を利用して不正を行った疑いが強かった。UPCの勝利が宣言され、軍事委員会議長のパウロ・ムワンガが副大統領に指名されると、更に疑念が強められた。ムセベニは選挙結果を拒否して薮の中から内戦を開始した。
ムセベニはUPCのつくり出した南北対立により支持を伸ばし最終的に勝利した。より多くの南部出身者が権利を守るために武器を取った。南部出身者は植民地時代には軍から排除されていた。1986年にムセベニは権力を掌握した際にはその軍は南部の特に西部出身者が多かった。またオボテ政権時に抑圧されていたルワンダ人もその中枢を占めていた。

## 2006年の総選挙
国民投票の結果ムセベニの無党制が否決され複数政党制が復活した。2006年の総選挙の数ヶ月前にオボテは亡くなっており、北部ではオボテのいないUPCに支持はないもののムセベニには反対が強かった。このため南部出身でムセベニの元主治医のキザ・ベシゲが主な対立候補となり、民主変革フォーラム (FDC) を率いた。
UPCは自ら招いたジレンマ（北部政党とみえる）により有力な北部の候補を得られず、南部出身のミリアを立てて苦戦した。更に選挙後UPCからムセベニの国民抵抗運動 (NRM) やFDCへの離党が相次いだ。ミリアの立候補は怒りの対象となり、UPCがオボテ政権時代の軍の行為と結びつけられていることが示されたと見られている。2006年2月23日の総選挙 (英語版) でUPCはウガンダ国民議会の任命議員も含めた319議席中9議席を得た。

## 脚註
1. ↑  "Uganda's exiled ex-president Obote to retire from party's presidency", Xinhuanet, Aug 28, 2005.
2. ↑  『アフリカ情報通信』Africa Newsletter Vol.3 No.01, 2006年3月23日。